# Linha Meridional
A Linha Meridional ou Linha do Sul  (em sueco: Södra stambanan) é uma via férrea que atravessa diagonalmente o sul da Suécia, ligando Malmö a Estocolmo, com passagem por Hässleholm, Nässjö, Linköping e Norrköping.

Tem uma extensão de 615 km, tem via dupla e está completamente eletrificada.

Foi inicialmente uma das "linhas ferroviárias principais" (stambana) do país, ligando Malmö a Katrineholm, onde convergia com a linha do Oeste que ia até Estocolmo.

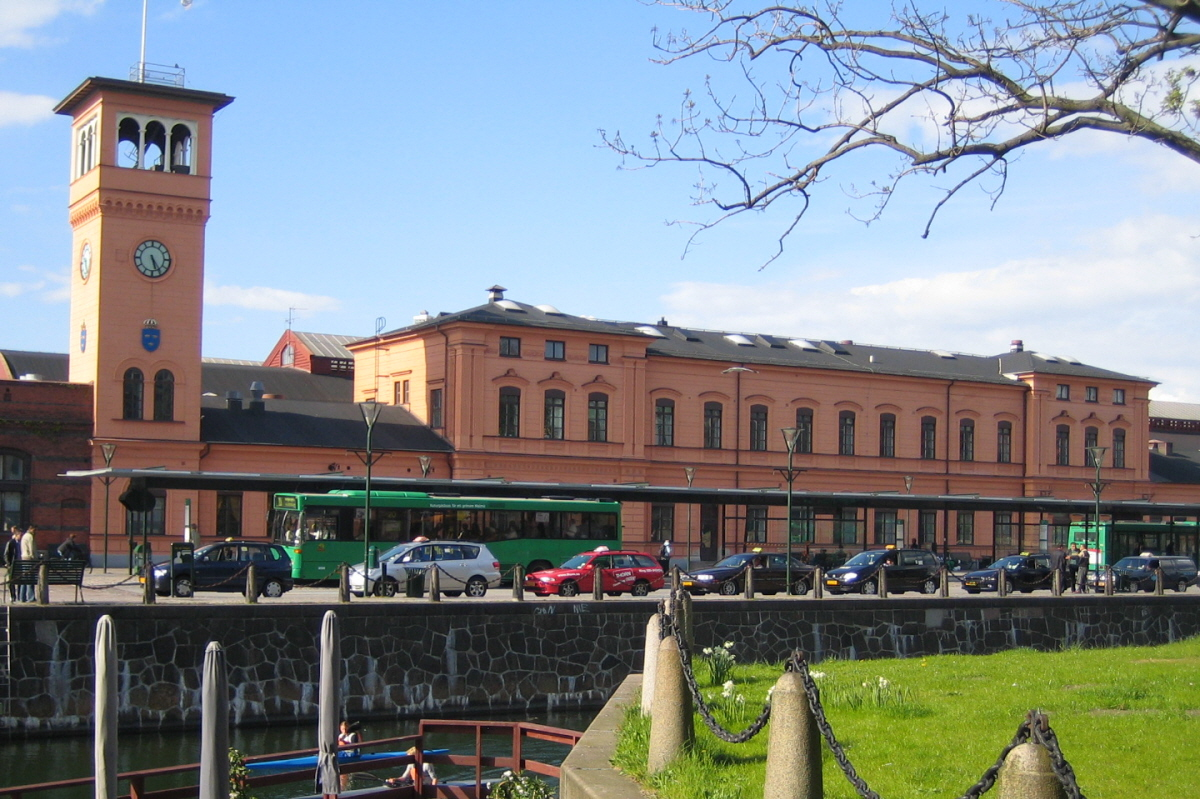
Estação central de Malmo
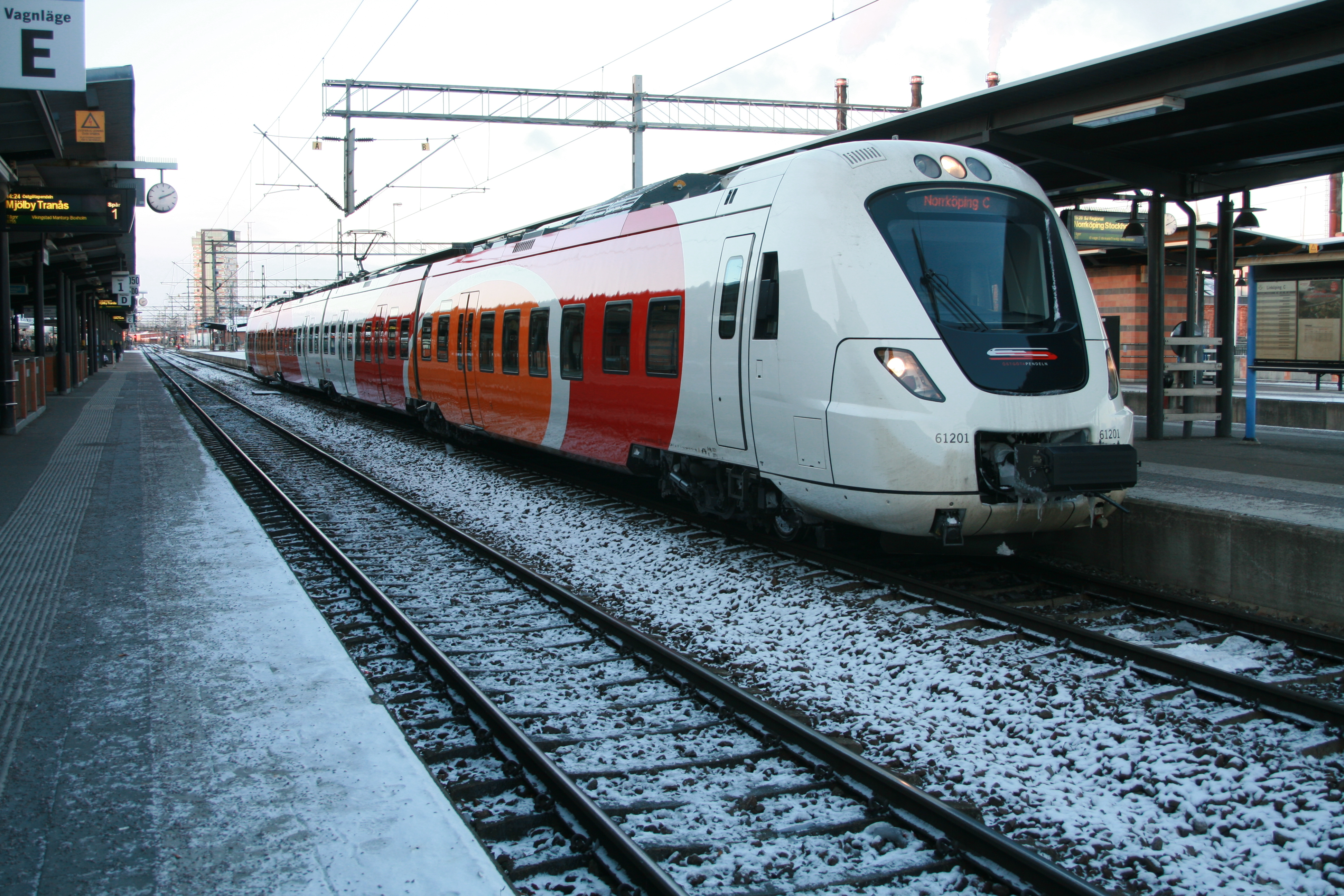
Tráfego regional em Linköping
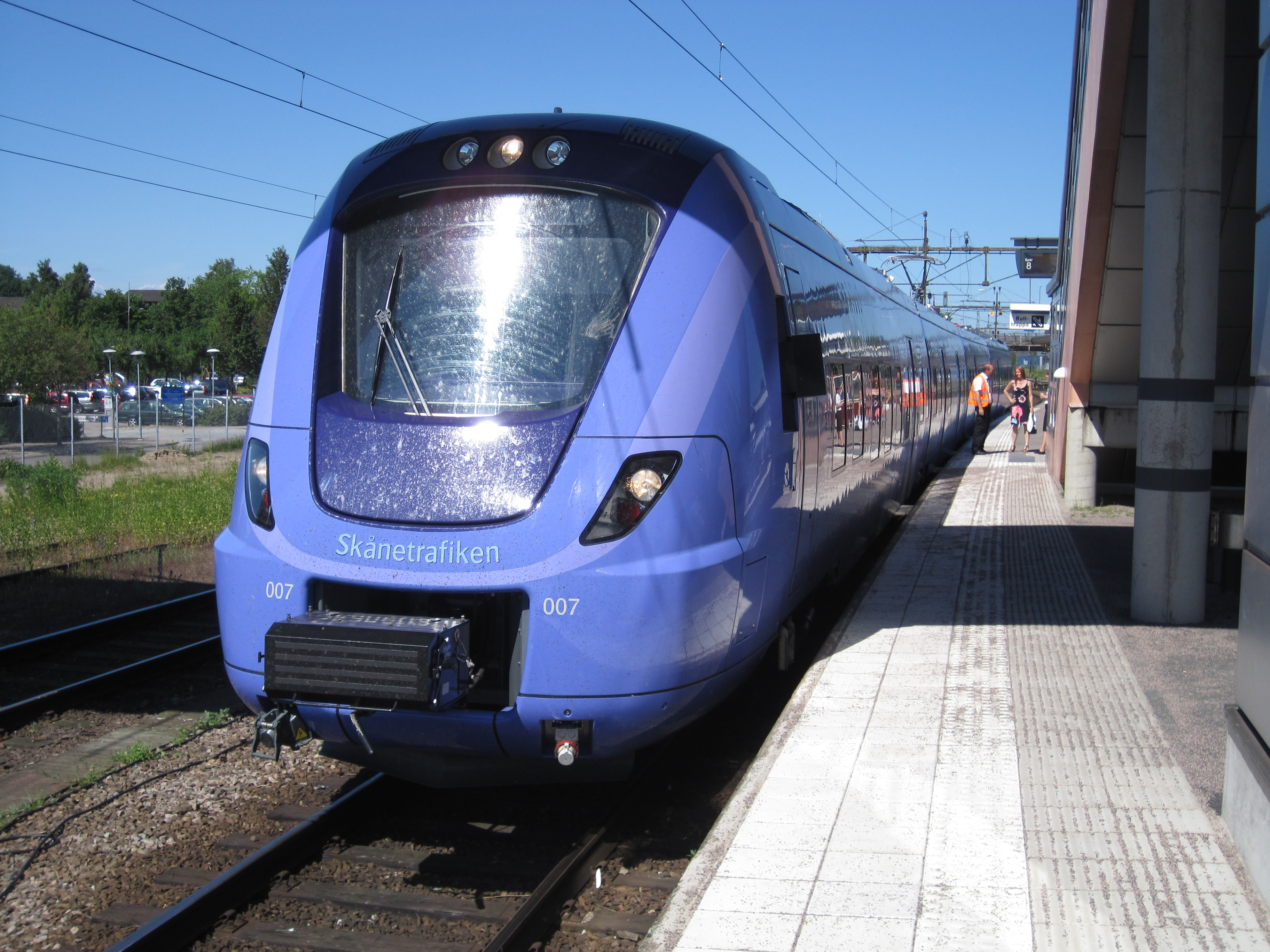
Tráfego regional em Hässleholm
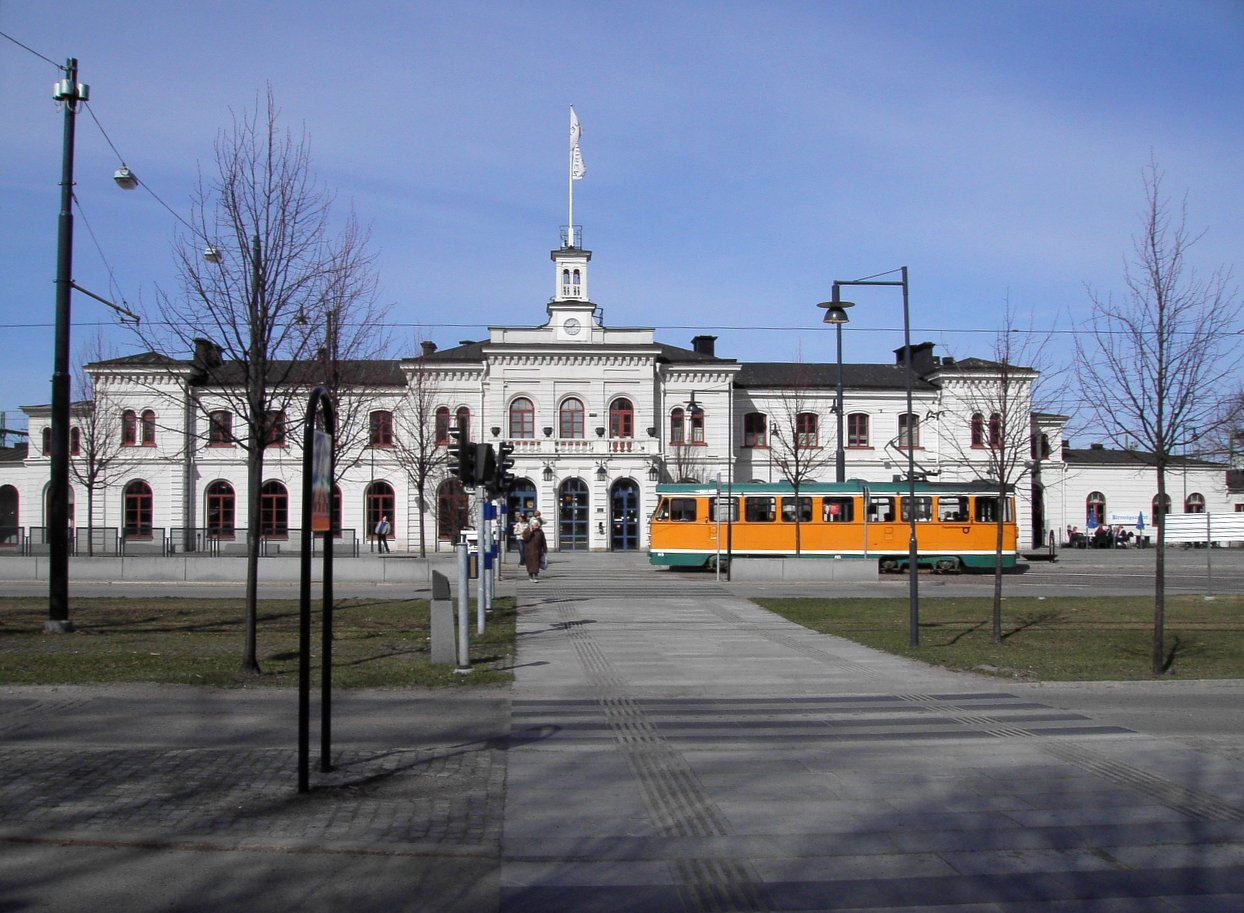
Estação ferroviária de Norrköping

## Itinerário
- Malmö
- Lund
- Eslöv
- Hässleholm
- Älmhult
- Alvesta
- Nässjö
- Mjölby
- Linköping
- Norrköping
- Katrineholm
- Nyköping
- Järna
- Estocolmo